# Het rad van fortuin
Het rad van Fortuin is het derde en laatste deel van de trilogie van Thea Beckman over de Honderdjarige Oorlog. Deze trilogie omvat ook de boeken Geef me de ruimte! en Triomf van de verschroeide aarde. 

## Het verhaal
Dit deel vertelt het verhaal van de dwergpage Robert, de tweede pleegzoon van Marie-Claire en Berton de Fleur. Hij is ontzettend klein voor zijn leeftijd, maar weet zijn mannetje te staan. Hij mag mee op veldtocht als spion, omdat hij de kunst verstaat om zich bijna volledig onzichtbaar te kunnen houden. Ook kan hij ontzettend goed messen werpen wat hem later in het boek nog goed van pas komt.
Het eerste deel van het verhaal gaat over de troonopvolging van Charles V. Hij moet in Reims gezalfd worden, maar Karel van Navarra wil dit tegenhouden. Charles V roept de hulp in van Bertrand du Guesclin. Deze vertrekt naar Eure om daar de troepen van Karel van Navarra te stoppen. Met een list weet Bertrand du Guesclin dit voor elkaar te krijgen en kan Charles V gekroond worden als koning van Frankrijk. Dit deel eindigt met de dood van Berton de Fleur door de restanten van een plundercompagnie.
Het tweede deel van het verhaal gaat over de omzwervingen van Bertrand du Guesclin in Spanje. Hij heeft het idee voorgedragen aan Koning Charles V om met de plundercompagnieën, die in Frankrijk de boel leegplunderen, Don Henri te helpen de troon terug te winnen. Deze Don Henri, bijgenaamd de Bastaard van Castilië, probeert zijn troon terug te winnen van zijn halfbroer Pedro de Wrede. Pedro de Wrede is pro-Engels en is met het pro-Franse Aragon in oorlog. Aragon, geleid door koning Pierre de Plechtige, is aan de verliezende hand en Pedro de Wrede heeft al een groot deel van Aragon veroverd. Du Guesclin weet de huurlingen voor de veldtocht te motiveren door hen schatten te beloven en door de paus te Avignon te dwingen de excommunicatie van de huurlingen op te heffen. Marie-Claire, Matthis en Robert gaan met een group troubadours mee om met voorstellingen de moreel hoog te houden. Zo worden drie vliegen in één klap geslagen: Frankrijk raakt de plundercompagnieën kwijt, komt bondgenoot Aragon te hulp, en krijgt er met Castilië een bondgenoot bij.
Door de goede strategie van Du Guesclin worden grote steden als Burgos, Toledo en Sevilla achter elkaar ingenomen en kan Don Henri zich weer Koning van Oud- en Nieuw Castilië noemen. Maar Edward, Prins van Wales, heeft Pedro de Wrede helpen ontsnappen en helpt hem nu om de troon weer te winnen. Ook wordt Du Guesclin gevangengenomen in zijn poging om Don Henri te kunnen laten ontsnappen. Koning Charles V betaalt zijn losgeld. Ondertussen verzuurt de verhouding tussen prins Edward en Pedro de Wrede omdat deze laatste de Engelsen niet wil betalen voor hun hulp en hen aan het lijntje houdt. Als Edwards gezondheid in het Spaanse klimaat achteruitgaat, trekt hij zich naar het door hem bestuurde Guyenne terug, maar hierdoor heeft Pedro geen bondgenoot meer en grijpt Don Henri zijn kans. Al snel is Don Henri opnieuw aan de winnende hand en trekt Pedro de Wrede zich terug in zijn laatste bolwerk: de vesting van Montiel.
Du Guesclin gaat nog een keer naar Spanje en neemt hier Pedro de Wrede gevangen, maar in een confrontatie in Don Henri´s tent werpt Pedro zich lijfelijk op Don Henri en pakt hem zijn dolk af. In een reflex werpt Robert (die zich heimelijk in Don Henri´s tent verscholen had) zijn mes naar Pedro als zich over Don Henri heenbuigt om hem te vermoorden, en de tiran wordt in de nek getroffen en bloedt dood. Aan het eind van het verhaal benoemt Koning Charles V Bertrand du Guesclin tot Connétable van Frankrijk, dat is de hoogste rang in het leger. Zelfs een prins kon niet zomaar bevelen geven aan de Connétable. Daarna gaat Du Guesclin terug naar huis. Robert en Matthis blijven bij Du Guesclin op Pontorson, en Marie-Claire die meent dat ze door haar betrokkenheid met politiek is vergeten dat ze een vrouw van het volk is, trekt weer de wijde wereld in.